# Sauli Niinistö
Sauli Väinämö Niinistö (Salo, 24 agosto 1948) è un politico e avvocato finlandese, ministro e dodicesimo Presidente della Finlandia dal 2012 al 2024, appartenente al Partito di Coalizione Nazionale.
È stato Ministro delle Finanze dal 1996 al 2003 e il candidato del Partito di Coalizione Nazionale alle elezioni presidenziali del 2006 e del 2012. Ha pure svolto il compito di portavoce del parlamento dal 2007 al 2011 ed è presidente onorario del Partito Popolare Europeo (PPE) dal 2002. Infine, è presidente della Federazione calcistica della Finlandia.
Dal 1º marzo 2012 al 1º marzo 2024 è stato il dodicesimo presidente della Finlandia, a seguito delle elezioni presidenziali del 2012 e rieletto il 28 gennaio 2018 alle elezioni presidenziali del 2018.

## Biografia

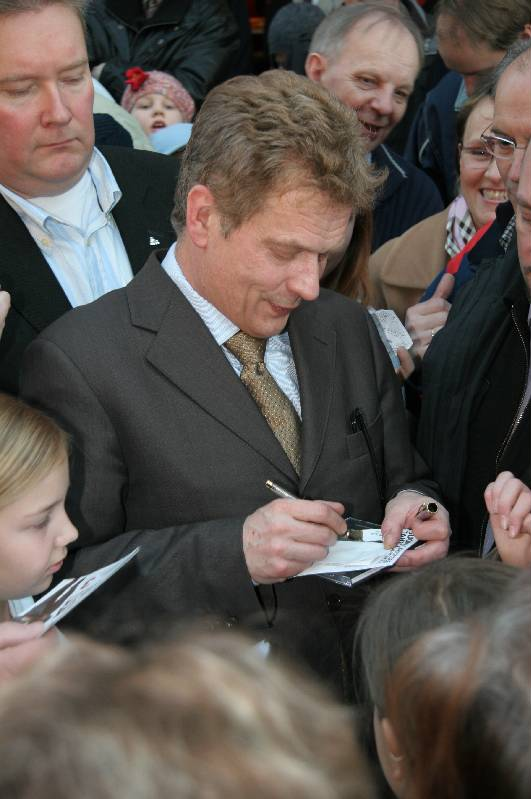
Niinistö che firma autografi nel 2006

Sauli Niinistö nacque a Salo il 24 agosto 1948. Il padre, Väinö Niinistö (1911–1991), era il direttore del quotidiano del mattino ”Salon Seudun Sanomat”, mentre la madre, Hilkka Heimo (1916–2014), era infermiera.
Conseguì i suoi studi di giurisprudenza all'università di Turku.
La prima moglie di Niinistö, Marja-Leena Niinistö, morì in un incidente automobilistico nel 1995. Niinistö sposò quindi la sua seconda moglie, Jenni Haukio, nel gennaio 2009.
Niinistö è lo zio di Ville Niinistö, membro del parlamento nella Lega Verde eletto a Turku e ministro dell'Ambiente.
In Finlandia, Niinistö è ricordato come uno dei sopravvissuti al terremoto e maremoto dell'Oceano Indiano del 2004. Egli scappò dallo tsunami aggrappandosi ad un'asta assieme a suo figlio Matias, a Khao Lak.

## Carriera
Nel marzo 2005, Niinistö annunciò la sua candidatura per la presidenza finlandese. Ha rappresentato il Partito di Coalizione Nazionale, sfidando l'operatore storico ed allora presidente Tarja Halonen. Si è qualificato per il secondo turno deflusso (come uno dei primi due candidati al primo turno), tenutasi il 29 gennaio 2006, ma ha perso contro la Halonen.
Nel 2011, Niinistö venne nominato come candidato del Partito di Coalizione Nazionale alle elezioni presidenziali del 2012. Al primo turno avvenuto il 22 gennaio 2012, si è posizionato al primo posto con il 37% dei voti, che gli è servito per sfidare il candidato della Lega Verde, Pekka Haavisto, il 5 febbraio 2012 e ottenere il 62,6% dei consensi diventando così dal 1º marzo 2012 il dodicesimo presidente della Finlandia.
Nel maggio 2017, Niinistö ha annunciato la sua ricandidatura alle elezioni presidenziali del 2018, presentandosi come indipendente ma supportato sia dal Partito di Coalizione Nazionale sia dai Democratici Cristiani Finlandesi. Il 28 gennaio 2018 ha ottenuto il 62.7% dei consensi risultando rieletto al primo turno.

## Critiche

### Fondi per la campagna elettorale
Sauli Niinistö ricevette 50.000 euro per la sua campagna elettorale nel 2006 da Ahti Vilppula attraverso la compagnia Helsingin Mekaanikkotalo. Mekaanikkotalo è posseduta da Procomex in Lussemburgo e ulteriormente da Kilbrin Investments Limited nelle Isole Vergini. Nel 2009 si è scoperto che i fondi non erano inclusi nell'annuncio ufficiale finanziario del 2006.